# Effetto ideomotorio
L'effetto ideomotorio è una reazione inconscia generata dalla mente che produce un effetto meccanico sul corpo, e serve a dimostrare scientificamente fenomeni medianici apparentemente inspiegabili. Il termine ideomotorio infatti si compone di due significati: il primo è “idea” o di “relativo all'idea”, il secondo "motorio", riguarda la trasmissione del moto. Ideomotorio si riferisce quindi a un'idea che genera movimento, movimento generato da un'idea. In ipnosi è il processo con cui un pensiero o un'immagine mentale generano movimenti involontari, al di fuori della coscienza del soggetto.

## Esempio
Proviamolo con il pendolo di Chevreul: Disegniamo un punto su di un foglio, poi con un bottone ed uno spago creiamo un pendolo. Teniamo sospeso il bottone sopra il punto del foglio di carta e ci facciamo una domanda tipo: "Il bottone è di colore nero?" oppure "oggi pioverà?". Per risponderci "sì" il pendolo dovrà oscillare in senso orario, e per dire "no" dovrà farlo in senso antiorario. Mentre terremo il pendolo sospeso senza appoggiare nessuna parte delle braccia al tavolo, noteremo che esso risponderà alla nostra domanda. Ciò che abbiamo appena sperimentato è l'effetto ideomotorio (anche conosciuto come effetto Carpenter dal medico psicologo inglese William Benjamin Carpenter che studiò il fenomeno nel 1852), un'azione autogenerata inconsapevole; poiché non si ha l'impressione di averli generati volontariamente, si può essere sinceramente convinti che una forza esterna ne sia responsabile.

## Fenomeni correlati
Il fenomeno ideomotorio è alla base della rabdomanzia così come del movimento della tavola Ouija nelle sedute spiritiche. Piccoli movimenti inconsci che generano movimenti più consistenti. Nel caso del pendolo, infatti, la prontezza non è proporzionata all'azione, mentre i movimenti dei muscoli della mano sono lievissimi quasi impercettibili, invece le oscillazioni del pendolo sono ampie ed evidenti. Di fronte a queste discrepanze la mente disconosce l'azione come propria, e non la percepisce come volontaria. L'effetto ideomotorio è anche alla base del funzionamento del training autogeno.
Le prove scientifiche dallo scienziato inglese Michael Faraday, il chimico francese Michel Eugène Chevreul, e gli psicologi americani William James e Ray Hyman hanno dimostrato che molti fenomeni attribuiti a spirituali o forze paranormali, o da misteriose "energie", sono in realtà causa di un'azione ideomotoria.
Queste risposte dette ideomotorie fanno parte della nostra vita sotto forma di schemi automatici di movimento che si attivano in funzione di stimoli esterni o interiori. Il sorriso appartiene a questi movimenti automatici, ed è una risposta ideomotoria che può essere dissimulata. In ipnosi vengono utilizzate le risposte ideomotorie per favorire la trance, per ottenere risposte dal soggetto ipnotizzato e per realizzare un'ampia gamma di fenomeni ipnotici.
Anche l'ideoplasia e la risposta ideomotoria ("riflesso ideo-motorio") in psicologia furono descritte ampiamente da William Benjamin Carpenter, nel libro “Principles of human physiology: with their chief applications to psychology” (1843).